# Академія наук Литви

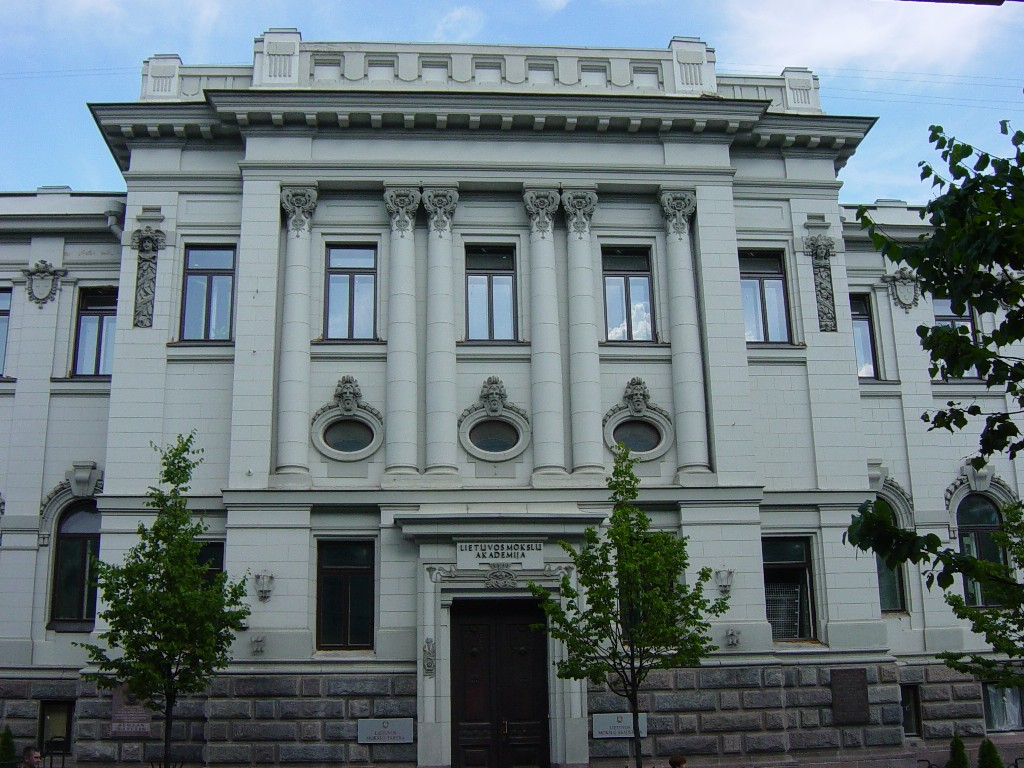
Академія наук Литви

Акаде́мія нау́к Литви́ — вища наукова установа Литви. Академію засновано 16 січня 1941 у Вільнюсі за зразком Академії наук СРСР. З листопада 2009 року президентом Академії є Вальдемарас Разумас.

## Історія
Заснована 16 лютого 1941 року у Вільнюсі. До 1990 року називалася Академією наук Литовської РСР. За статутом в Академії наук Литви може бути 40 академіків, 60 кореспондентів, 50 експертів та необмежена кількість іноземних експертів.
Першим президентом був литовський письменник Вінцас Креве. Пізніше академію очолювали Миколас Біржішка, Владас Юргутіс, Юозас Матуліс, Юрас Пожела та Бенедіктас Юодка. З 9 вересня 2003 року Академією наук керував Зенонас Рокус Рудзікас. На загальних зборах АН Литви 21 квітня 2009 року новим президентом більшістю голосів (87 «за», 30 «проти», два бюлетені з 119 були визнані недійсними) був обраний академік Вальдемарас Разумас, біохімік за фахом.

## Сьогодення
Академія наук — незалежний експерт та порадник з питань науки, культури, господарства, техніки та технологій, охорони природи та здоров'я.
Є засновником кількох наукових організацій та фондів, випускає наукові праці, журнали, інформаційні видавництва, готує підручники для вищих шкіл. В академії постійно проходять литовські та міжнародні конференції, лекції, виставки та зустрічі вчених.
Академія наук запровадила 15 наукових премій. Вона сприяє наукової діяльності юних науковців та студентів, щорічно вручаючи 10 премій юним науковцям і 15 — студентам вищих шкіл.

## Структура
До складу Академії наук Литви входять 5 відділів:
- Відділ гуманітарних і соціальних наук
- Відділ хімічних, фізичних та математичних наук
- Відділ біології, медицини та геонаук
- Відділ наук сільського господарства та лісництва
- Відділ технічних наук

## Будівля
Академія наук розташована в будівлі в центрі міста, головний фасад якої виходить на проспект Гедиміна (Gedimino pr. 3), задній фасад — на вулицю Тілто. Будівлю було споруджено за проектом архітектора Михайла Прозорова для відділення Російського державного банку в 1906 — 1909 роках. Вона носить виразні риси архітектури історизму. Архітектор закінчив Інститут цивільних інженерів і був знавцем новітніх металевих та залізобетонних конструкцій. У цьому будинку він без додаткових опор перекрив розташований у глибині будівлі зал площею 440 м2 залізобетонним склепінням еліптичної форми.

## Президенти та голови
- 1941 — Вінцас Креве-Міцкявічюс
- 1941–1942 — Миколас Біржішка (голова)
- 1942–1943 — Владас Юргутіс (голова)
- 1943–1944 — Вінцас Миколайтіс-Путінас (віце-голова, і. о. голови)
- 1946–1984 — Юозас Матуліс
- 1984–1992 — Юрас Пожела
- 1992–2003 — Бенедіктас Юодка
- 2003–2009 — Зенонас Рокас Рудзікас
- з 2009 року — Вальдемарас Разумас